# لیلا حسین‌زاده
لیلا حسین‌زاده (زادهٔ ۳ اردیبهشت ۱۳۷۰) فعال دانشجویی با گرایش چپ اهل ایران و دبیر سابق شورای صنفی مرکزی دانشجویان دانشگاه تهران است. او چند بار از جمله در رابطه با اعتراضات دی ۱۳۹۶ بازداشت شده است.

## پیشینه
لیلا حسین‌زاده در ۱۳۷۰ متولد شد، در سال ۱۳۸۸ وارد دانشگاه شد. او در سال ۱۳۹۶ دبیر شورای صنفی مرکزی دانشجویان دانشگاه تهران بود و در زمینه مطالبات صنفی دانشجویان فعالیت دارد.

## بازداشت‌ها

### دی ۱۳۹۶
لیلا حسین‌زاده در جریان اعتراضات دی ۱۳۹۶ بازداشت و در بهمن ۱۳۹۶ با تودیع قرار وثیقه آزاد شد.

### مرداد ۱۳۹۸
او بار دیگر در مرداد ۱۳۹۸، توسط مأموران امنیتی در منزل خود بازداشت و پس از ده روز نگهداری در یکی از خانه‌های امن اطلاعات سپاه جهت اجرای حکم ۲ سال و ۶ ماه حبس تعزیری خود به بند زنان زندان اوین منتقل شد.

#### آزادی موقت
لیلا حسین‌زاده در سال ۱۳۹۹ پس از بازداشت به گفتهٔ وکیلش طبق نظر پزشکی قانونی ادامه حبس به علت بروز بیماری صعب العلاج برای حسین‌زاده غیرممکن بوده، مشمول «عدم تحمل کیفر» شناخته شد و از زندان اوین آزاد شد.

### آذر ۱۴۰۰
حسین‌زاده ۱۶ آذر ۱۴۰۰ در جریان سفر به شیراز بازداشت شد. بر اساس گزارش‌های منتشر شده «بیش از ۱۵ مأمور امنیتی» اقدام به بازداشت حسین‌زاده کرده بودند.
پس از چند هفته بی‌خبری از وضعیت لیلا حسین‌زاده پس از بازداشت، سایت‌های حقوق بشری از انتقال او به زندان عادل‌آباد شیراز خبر دادند.
انتقال لیلا به زندان شیراز پس از اتمام مراحل بازجویی در بند ۲۰۹ وزارت اطلاعات در زندان اوین در حالی انجام شد که او از حق دسترسی به وکیل نیز محروم بود.
او پس از ۲۶ روز به قید وثیقه از زندان آزاد شد.

### مرداد ۱۴۰۱
این فعال سیاسی ۲۹ مرداد ۱۴۰۱ در مقابل منزل خود در تهران همراه با ضرب و شتم بازداشت و به «مکانی نامعلوم» منتقل شد.
گفته شده است که دستگیری حسین‌زاده «با ضرب و شتم» توسط ۱۰ تن از مأموران لباس شخصی بوده و در خیابان و مقابل منزل شخصی‌اش انجام گرفته است.
او ۱۹ دی ۱۴۰۱ با تودیع قرار وثیقه به صورت موقت و تا پایان مراحل دادرسی از زندان اوین آزاد شد.

## دیدگاه

### اعلام همبستگی و درخواست آزادی کسری نوری
اواخر سال ۱۴۰۱، لیلا حسین‌زاده همراه با جمعی از فعالان سیاسی و مدنی با اشاره به بیش از یک دهه سرکوب مداوم کسری نوری در بیانیه‌ای خواستار آزادی او شدند.
برای آزادمردی که در تمام سال‌های سخت زندانی بودنش لحظه‌ای از تلاش برای رسیدن مردم ایران به دموکراسی دست برنداشته، همواره جنگیده و هزینه‌های بسیار متحمل شده است، اگر امید به چشم‌اندازی روشن برای فردای ایران ماست از مقاومت امثال اوست که حتی در روزهای سرد و تاریک زندان همیشه پیام آزادی سرداده و نویدبخش رهایی مردمی بوده‌اند که دهه‌هاست تحت سرکوب، ستم و شکنجه‌اند. برای سربلندی ایران، کسری نوری و دیگر زندانیان سیاسی باید آزاد شوند.
کیوان صمیمی، نرگس محمدی، عالیه مطلب‌زاده، لیلا حسین‌زاده، سعید شیرزاد، هستی امیری، آرش گنجی، محمد حبیبی، آتنا دائمی، باربد گلشیری، اسماعیل بخشی و پرستو فروهر

## اقدام اعتراضی در زندان
آبان ۱۴۰۱، ابوالفضل حسین‌زاده، برادر لیلا حسین‌زاده، نوشت که خواهرش در ملاقات با پدرش بدون حجاب حاضر شده است.
او گفت خواهرش ضمن تخطی از پوشش اسلامی حجاب در سالن ملاقات به پدرش گفته «برای مقاومت مرزی بین خیابان و زندان نیست. همه جا جلوی اجبار می‌ایستیم.»

## اعتصاب غذا
لیلا حسین‌زاده از روز ۱۶ آبان ۱۴۰۱ و پس از آنکه به دلیل برداشتن حجاب اجباری در سالن ملاقات زندان «ممنوع از تماس» شد، در اقدامی اعتراضی اعلام اعتصاب غذا کرد.
همچنین برادر این زندانی سیاسی نوشت: «رئیس‌کل سازمان زندان‌های استان فارس، در نمازخانه زندان جلسه گذاشته بوده و تمام زندانیان زن مجبور به پوشیدن چادر شدند. لیلا از پوشیدن چادر و روسری امتناع کرد و این موضوع باعث درگیری لفظی با ابراهیمی شده است و او ممنوع الملاقات هم شده است»

### واکنش زندانیان سیاسی
شماری از زندانیان سیاسی ضمن اعلام همبستگی، خواهان پایان اعتصاب غذای لیلا حسین‌زاده شدند.
آنها نسبت به وضعیت او در زندان اعتراض کرده‌اند و خطاب به حسین‌زاده گفتند که صدای اعتراض او و صدای شعار «دیگه تمومه ماجرا» شنیده شده است.

## بیماری
این فعال سیاسی از بیماری خودایمنی (کرون) رنج می‌برد. او پیشتر در سال ۱۳۹۹ به‌خاطر شرایط خاص بیماریش، به‌طور موقت، برای گذراندن دوره درمان، از زندان آزاد شده بود.
با این حال مرداد ۱۴۰۱ برای دومین بار بود که به‌رغم به‌رسمیت شناخته شدن بیماری او، با ضرب‌وشتم بازداشت شد.
ابوالفضل حسین‌زاده، برادر لیلا حسین‌زاده، ۱۴ آبان ۱۴۰۱ دربارهٔ وضعیت خواهرش در زندان هشدار داد، وضعیت سلامت او را نگران کننده خواند و گفت که بینایی او به واسطهٔ بیماری‌اش در وضعیت بدی قرار دارد.

## احکام صادره

### پرونده ۱۳۹۶
حسین‌زاده در اسفندماه ۹۶ در شعبه ۲۶ دادگاه انقلاب تهران به اتهام اجتماع و تبانی علیه امنیت ملی به تحمل ۵ سال حبس تعزیری و از بابت اتهام تبلیغ علیه نظام به تحمل ۱ سال حبس تعزیری و به عنوان مجازات تکمیلی ۲ سال ممنوعیت خروج از کشور محکوم شد. این حکم در تیرماه ۱۳۹۸ در دادگاه تجدیدنظر به ۳۰ ماه حبس تعزیری کاهش یافت.
۵۰۰ دانشجوی دانشگاه تهران در آن زمان در نامه‌ای به منصور غلامی، وزیر وقت علوم، تحقیقات و فناوری به مجموع ۷۰ سال احکام زندان صادر شده برای سیزده دانشجوی این دانشگاه، از جمله لیلا حسین‌زاده و مرضیه امیری و کسری نوری، اعتراض کردند.

### پرونده ۱۳۹۹
این زندانی سیاسی بار دیگر در سال ۱۳۹۹ با تشکیل پروندهٔ دیگر برای او شعبه ۲۸ دادگاه انقلاب تهران به ۵ سال حبس تعزیری و دو سال منع فعالیت در فضای مجازی محکوم شد.